# Soziale Ökologie (Bookchin)
Dieser Artikel wurde auf der Qualitätssicherungsseite des Portals Soziologie eingetragen. Dies geschieht, um die Qualität der Artikel aus dem Themengebiet Soziologie auf ein akzeptables Niveau zu bringen. Hilf mit, die inhaltlichen Mängel dieses Artikels zu beseitigen, und beteilige dich an der Diskussion. (Artikel eintragen)

Begründung: Lemma und Abgrenzung zu anderen Artikeln schwierig --Fan (Diskussion) 17:36, 20. Apr. 2022 (CEST)
Soziale Ökologie ist eine philosophische Theorie über die Beziehung zwischen ökologischen und sozialen Problemen. Mit dem Sozialtheoretiker Murray Bookchin in Verbindung stehend, ging sie aus den 1960er-Jahren hervor; unter der Verbreitung globaler Umwelt- und der amerikanischen Bürgerrechtsbewegung und spielte eine weitaus sichtbarere Rolle seit der Aufwärtsbewegung gegen Kernkraft in den 1970ern. Sie stellt ökologische Probleme als hauptsächlich aus sozialen Problemen hervorgehend dar, insbesondere von verschiedenen Formen der Hierarchie und Herrschaft und zielt darauf ab, diese nach dem Modell einer an den Menschen angepassten Gesellschaft und seine Biosphäre zu lösen. Sie ist eine Theorie der radikalen politischen Ökologie und basiert auf dem libertären Kommunismus, welcher das derzeitige kapitalistische Produktionssystem und seinen Konsum ablehnt. Sie sieht vor, eine moralische, dezentralisierte, vereinte Gesellschaft, welche der Logik folgt, zu etablieren. Während Bookchin sich in seinem späteren Leben vom Anarchismus distanziert hat, wird die philosophische Theorie der Sozialen Ökologie als eine Form des Öko-Anarchismus angesehen.

## Überblick
Bookchins Theorie stellt eine Vision der menschlichen Entwicklung dar, welche die Natur der Biologie und der Gesellschaft zu einer dritten „Denknatur“, die über die Biochemie und Physiologie hinaus reicht, kombiniert. Die Menschheit ist laut dieser Art des Denkens die jüngste Entwicklungsstufe der langen Geschichte organischer Entwicklung auf der Erde. Bookchins Soziale Ökologie beabsichtigt, die gesellschaftliche Neigung nach Hierarchie und Herrschaft mithilfe ethischer Mittel mit Demokratie und Freiheit zu ersetzen. Er schrieb über die Konsequenzen der Verstädterung für das menschliche Leben in den frühen 1960ern während seiner Teilnahme an den Bürgerrechts- und anderen sozialen Bewegungen.  Bookchin begann daraufhin die Verbindungen zwischen ökologischen und sozialen Missständen ausfindig zu machen, was er in seinem bekanntesten Buch, Die Ökologie der Freiheit, das er über ein Jahrzehnt verfasst hatte, festhielt. Sein Argument, dass menschliche Herrschaft und die Zerstörung der Umwelt aus sozialer, zwischenmenschlicher Herrschaft hervorgehe, war eine Durchbruchsposition in dem wachsenden Bereich der Ökologie. Er schreibt, dass sich Leben durch Selbst-Organisation und evolutionärer Kooperation (Symbiose) weiterentwickelt. Bookchin schreibt von Gesellschaften ohne schriftliche Zeugnisse, die sich um ihre gegenseitige Bedarf organisiert hatten, jedoch letztlich von Institutionen der Hierarchie und Herrschaft überrannt wurden, wie von Stadtstaaten und kapitalistischer Wirtschaft, welche er den Gesellschaften der Menschen als einzigartiges Merkmal zuschreibt entgegen der Gemeinschaften der Tiere. Er schlägt Zusammenschlüsse zwischen Gemeinschaften von Menschen vor, die durch Demokratie organisiert werden und nicht durch administrative Logistik.
Bookchins Werke, die mit anarchistischen Schriften in den 1960ern anfingen, haben sich bis heute kontinuierlich weiterentwickelt. Gegen Ende der 1990er integrierte er zunehmend das Prinzip des libertären Kommunismus, mit dem Bestreben nach kommunaler Demokratie, welche sich von bestimmten Entwicklungen des Anarchismus distanzierte. Bookchins Werke wurden von Anarchismus (hauptsächlich Kropotkin) und Kommunismus (einschließlich der Schriften von Marx und Engels) inspiriert. Soziale Ökologie lehnt die Probleme der neo-malthusischen Ökologie ab, welche soziale Beziehungen missachtet und durch „natürliche Kräfte“ ersetzt, aber auch die technokratischer Ökologie, welche besagt, dass ökologische Fortschritte von technologischen Durchbrüchen abhängen und dass der Staat eine wesentliche Rolle in dieser technologischen Entwicklung spielen wird. Nach Bookchin würden diese zwei Ströme der Ökologie diese entpolitisieren und die Vergangenheit wie auch die Zukunft verklären.
Somit wird die Soziale Ökologie durch folgende Hauptprinzipien definiert:
- Interdependenz und das Prinzip der Einheit in Vielfalt. Die Soziale Ökologie strebt die Ablehnung der Standardisierung von Lebewesen und Ideen an, während sie die Wichtigkeit der Diversität und natürlicher Zusammenschlüsse zwischen verschiedenen Teilen unserer Gesellschaft hervorhebt.
- Dezentralisierung. Eine sozial-ökologische Gesellschaft würde einer Konföderation von dezentralisierten Gemeinden ähneln, die auf kommerzielle und soziale Weise miteinander verbunden wären. Verteilte erneuerbare Energien würden diese Gemeinschaften nach menschlichen Maßstäben ernähren und jeden entsprechend seiner Bedürfnisse versorgen.
- Direktdemokratie. Soziale Ökologie befürwortet die Entwicklung von Gemeindeversammlungen, einer modernisierten Form des Systems der damaligen Athener in der Antike oder der Pariser Kommune zum Treffen politischer Entscheidungen, im Rahmen einer Form des libertären Kommunismus; genannt libertärer Munizipalismus. Die Entscheidungen, welche das Leben der Kommune betreffen, werden in diesen Gemeindeversammlungen besprochen und verabschiedet. In ähnlicher Weise werden Repräsentanten wie auf höherer Ebene mit imperativen und damit widerruflichen Mandaten ernannt, um ihre Gemeinde bei regionalen und multi-regionalen Versammlungen zu repräsentieren. Dies ist ein horizontales, non-hierarchisches Massendemokratie-System, in welchem sich die Entscheidungen von unten nach oben richten und transparent und Angesicht zu Angesicht getroffen werden.
- Erneuerung des gesellschaftlichen Engagements. Das System der Sozialen Ökologie basiert auf den Staatsbürgern und der Gemeinschaft. Jeder muss neu erlernen, an dem Entscheidungsprozess, der das lokale Leben betrifft, teilzunehmen – besonders durch das Erreichen von Entscheidungen in einem kommunalen Prozess. Von allen Bürgern wird ein grundlegendes Maß an bürgerschaftlicher Verantwortung erwartet, das es ihnen zumindest ermöglicht, aktiv an Entscheidungen mitzuwirken, die direkte Auswirkungen auf ihre Gemeinschaft und das Leben der Menschen und die Ökologie in dieser Gemeinschaft haben.
- Befreiende Technologie. Die Soziale Ökologie ist grundsätzlich nicht gegen moderne Technik, aber diese sollte zum einzigen Zwecke den Menschen dienen. Die Wissenschaft muss ihre moralische Basis wiedererlangen und sich weiterentwickeln, um dem Menschen zu nutzen und diesen nicht zu versklaven. Moderne Gerätschaften müssen multifunktional, langlebig, umweltfreundlich und leicht handhabbar werden. Durch die Vereinheitlichung der zur Erledigung der Aufgaben erforderlichen technischen Fähigkeiten können sich die Bürger von anstrengender Arbeit befreien und sich auf die kreativen und positiven Aspekte der Aufgaben konzentrieren.
- Soziale Vision der Arbeit. In Sozialer Ökologie haben sich entwickelnde Maschinen das Ziel, Menschen einen Großteil ihrer manuellen Arbeit (Fabrikarbeit), die von Maschinen übernommen werden kann, abzunehmen, damit Menschen sich in kreativen Bereichen ausleben können und weniger Arbeitsstunden haben. Die gekürzten Arbeitszeiten würden ihnen ermöglichen, im politischen Diskurs ihres Distrikts teilzunehmen und ihr Sozialleben mehr zu genießen. Dieses Modell ist demnach auf diversifizierte Teilzeit ausgerichtet und kombiniert dabei so viel Arbeit wie möglich von innen und außen, intellektuell und eindeutig etc. Die derzeitigen Hierarchien werden durch Aufsichtsbeamte ersetzt, dessen einziger Zweck es ist, eine globale Vision eines Arbeitsprojektes zu erstatten.
- Dialektischer Naturalismus. Der dialektische Naturalismus ist eine dialektische Philosophie, die als ethisches Fundament der Gesellschaft für eine Soziale Ökologie erdacht wurde. Diese Philosophie basiert auf „Entwicklungsdenken“, um die Komplexität alles Lebendens zu verstehen, um gegen das Wüten der westlichen binären Repräsentation vorzugehen. Demzufolge regt der dialektische Naturalismus nicht dazu an, Spezies zu untersuchen, indem diese voneinander getrennt werden, was ein „Spiegelbild der unternehmerischen Voreingenommenheit unserer Kultur“ wäre, sondern um über ihre Wechselbeziehungen nachzudenken. Ihr Grundprinzip ist, dass das „was sein sollte“ als ethische Basis für das „was ist“ fungiert mit dem Ziel der Freiheit und Synchronizität mit der Natur.

## Bewegungen

### Internationale Treffen
Mai 2016 wurden die ersten „International Social Ecology Meetings“ in Lyon veranstaltet, die hunderte radikaler Umweltschützer und Libertäre, von denen die meisten aus Frankreich, Belgien, Spanien und der Schweiz als auch von den USA, Guatemala und Kanada kamen, zusammenbrachte. Der Hauptfokuspunkt der Debatten: libertärer Munizipalismus als Alternative zum Nationalstaat und den Muss, Aktivismus neu zu denken.
Das zweite Treffen fand Oktober 2017 in Bilbao statt.

### Kurdische Bewegung
Bookchins Gedankengänge über Soziale Ökologie und libertären Munizipalismus haben auch den historischen Führer der Kurdenbewegung, Abdullah Öcalan dazu inspiriert, das Konzept eines demokratischen Konföderalismus zu entwickeln, der die Menschen des Nahen Ostens mithilfe einer Konföderation demokratischer, multikultureller und ökologischer Kommunen zusammen bringen soll. Das Öcalan'sche Projekt, was von der Arbeiterpartei Kurdistans (PKK) seit 2005 übernommen wurde, hat für einen großen ideologischen Wechsel in der kurdischen Nationalistenbewegung gesorgt, der im bewaffneten Kampf für einen unabhängigen Staat weit über die marxistisch-leninistische Idee des Nationalstaates hinausgeht. Zusätzlich zur PKK wurde das Öcalan'sche internationalistische Projekt von ihrem syrischen Gegenstück, der Partei der Demokratischen Union (PYD), positiv aufgefasst, welche zur ersten Organisation der Welt werden würde, die tatsächlich eine Gesellschaft errichtet hat, welche auf den Prinzipien des demokratischen Konföderalismus basiert. Am sechsten Januar 2014 schlossen sich die Kantone Rojavas, im syrischen Kurdistan, zu einer autonomen Gemeinde zusammen, in der sie einen sozialen Vertrag übernahmen, der die dezentralisierte, nicht-hierarchische Gesellschaft festlegte, welche auf den Prinzipien der Direktdemokratie, des Feminismus, der Ökologie, des kulturellen Pluralismus, der Beteiligungspolitik und des ökonomischen Kooperativismus basierte.